# Ясінки
Я́сінки — село в Україні, у П'ядицькій сільській громаді Коломийського району Івано-Франківської області.

## Географія
Через село тече річка Вільховець, ліва притока Пруту.

## Історія
Село Ясінки засноване в 1926 році. Першими жителями села була сім'я Коземчук Василини, що переїхала з гірського села Шипіт. Коземчуки купили в лісника єдиний на той час будинок в селі. Згодом з гір переїхали до села ще 5 сімей, купували землю та будували житло.
Упродовж 1929—1930 років до села Ясінки переїхали 19 сімей переселенців з Німеччини. Німецькі переселенці привозили з собою на підводах будинки та свійських тварин. У селі була заснована німецька школа. На початку Другої світової війни у 1939 році німецькі сім'ї поспіхом виїжджали до Німеччини залишивши будинки та господарство. Під час війни село окупували німецькі війська, місцевих жителів евакуювали на Снятинщину (хут. Будилів).
У 1944 році до села Ясінки прийшла Радянська армія, 107 німецьких солдат було взято в полон та 34 вбито. Після війни в село заселили переселенців з Польщі (8 сімей) та переїхали сім'ї з сусідніх сіл (Турка, П'ядики, Березів). Протягом 1946—1947 років радянська влада провела колективізацію і частину будівель, землі, худобу забрали до колгоспу ім. С. Мельничука, створеного в с. Турка. Частина мешканців працювала в колгоспі, частина на підприємствах у м. Коломия.
На даний час село налічує 58 дворів та 150 мешканців.
| Україна | Це незавершена стаття з географії України. Ви можете допомогти проєкту, виправивши або дописавши її. |